# Vetro dicroico

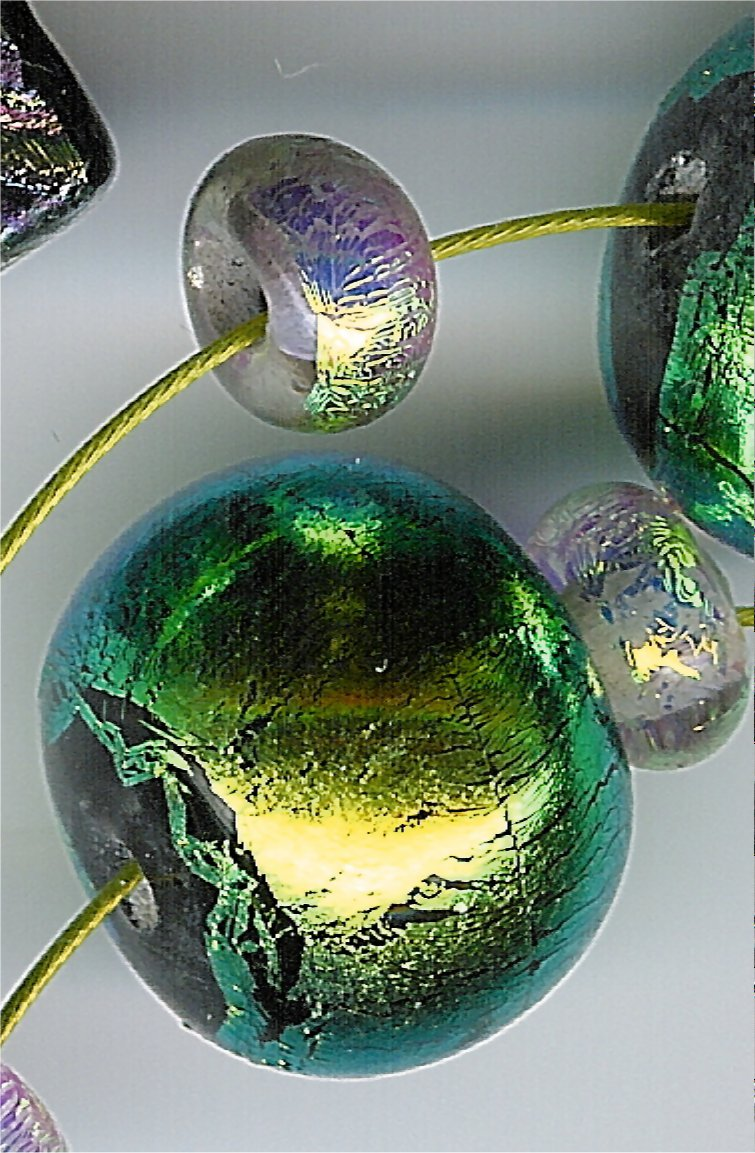
Perline in vetro dicroico

Il vetro dicroico è un vetro contenente micro-strati di ossidi metallici che danno al vetro così trattato proprietà ottiche particolari e un aspetto cangiante, sfruttato a scopi artistici e di alta tecnologia (si pensi alle lampade alogene "dicroiche" usate per illuminazioni particolari come in microscopia a luce trasmessa). L'invenzione del vetro dicroico è spesso erroneamente attribuita alla NASA (filtri dicroici), ma il vetro dicroico risale almeno al IV secolo, come si vede dalla Coppa di Licurgo.
La moderna produzione di vetro dicroico o bicolore si ottiene attraverso un processo di rivestimento multistrato. Cristalli di quarzo e ossidi di diversi metalli come titanio, cromo, alluminio, zirconio, magnesio sono vaporizzati con un raggio elettronico in una camera a vuoto, dove finiscono per condensarsi su una superficie in forma cristallina. Questo materiale è poi generalmente lavorato a caldo e può essere utilizzato in forma grezza.
La principale caratteristica del vetro dicroico è il colore della luce riflessa che è cangiante, questo perché il colore della luce trasmessa è differente da quello ottenuto per riflessione.
L'industria romana del IV secolo raggiunse un uso così sofisticato di additivi che portò alla produzione di vetri dicroici.